# Авелозу
Авелозу (порт. Aveloso)  —  район (фрегезия) в Португалии,  входит в округ Гуарда. Является составной частью муниципалитета  Меда. По старому административному делению входил в провинцию Бейра-Алта. Входит в экономико-статистический  субрегион Бейра-Интериор-Норте, который входит в Центральный регион. Население составляет 287 человек на 2001 год. Занимает площадь 7,53 км².
Покровителем района считается Дева Мария (порт. Nossa Senhora das Dores). 